# قناة السادسة (المغرب)
السادسة أو قناة محمد السادس للقرآن الكريم، هي قناة مغربية تابعة للشركة الوطنية للإذاعة والتلفزة، متخصصة في الشؤون الإسلامية من تلاوة القرآن والبرامج الدينية والوثائقيات والمسلسلات الدينية وغيرها.
تبث القناة يوميا برامج دينية تهدف إلى التعريف بالقيم الإسلامية وفقا للمذهب المالكي. ويبدأ بث القناة يوميا من الساعة 12:00 حتى منتصف الليل حسب التوقيت المحلي. وخارج أوقات البث تقوم القناة بإذاعة برامج إذاعة محمد السادس للقرآن الكريم.
وتقوم القناة بنقل مباشر لوقائع صلاة الجمعة بإحدى مساجد المملكة المغربية وصلاة التراويح من مسجد الحسن الثاني بالدار البيضاء خلال شهر رمضان وتنقل أيضا صلاة العيد في عيد الأضحى وعيد الفطر.

## برامج القناة
تبث قناة السادسة، برامج دينية مختلفة أهمها :
- الكراسي العلمية «بصائر وبشائر» : وهو برنامج أسبوعي حيث يبث كل يوم درسا من دروس الكراسي المختلفة والمتنوعة :

1. كرسي الإمام ابن عطية : كرسي التفسير، يشرف عليه الشيخ العالم مصطفى البيحياوي، بشرح كتاب المحرر الوجيز في تفسير الكتاب العزيز لابن عطية.
2. كرسي الإمام الشاطبي : مادة القراءات، يشرف عليه الشيخ القاري : عبد الرحيم نبولسي، شرحا للشاطبية.
3. كرسي الإمام الجنيد : التصوف السني، ومن خلاله يتناول الشيخ عبد الله بلمدني، شرح رسائل الجنيد ثم الحكم العطائية شرح الشيخ زروق
4. كرسي الإمام ابن آجروم : ويشرف عليه الأستاذ عبد الله اكديرة، شرحا لمقدمة النحو الآجرومية لإبن آجروم.
5. كرسي الإمام نافع : مادة القراءات والتجويد، من خلال شرح الدرر اللوامع في أصل مقرئ الإمام نافع يشرف عليه العالم العلامة العلم، الشيخ المقرئ الفقيه محمد بن الشريف السحابي.
6. كرسي الإمام ورش : تشرف عليه الأستاذة نعيمة غنام.
7. كرسي الإمام مالك : مادة الفقه، ومن خلال هذه المادة يقوم الشيخ سعيد الكملي بتدريس ديوان من دواوين الفقه : كتاب الموطا للإمام النجم الإمام مالك.
8. كرسي مادة أصول الفقه : يشرف على مادة أصول الفقه الشيخ الدكتور مصطفى بنحمزة.
9. كرسي الإمام القاضي عياض : تقديم الشيخ الحسن إذ سعيد، شرحا لكتاب الشفا بتعريف حقوق المصطفى للقاضي عياض رحمه الله تعالى.

- مع الحافظات : برنامج يهتم بشق المجتمع والعنصر النسوي من اللواتي دخلن غمار التبحر في عالم كلام الله تعالى وضبطه حفظا ونقلا وتلاوة..
- أهل القرآن : وهو برنامج يستضيف مجموعة من الحفظة والأستاذة وأهل الصلاح والفضل في خدمة كتاب الله في المملكة والنواحي من الفقهاء والأئمة. وغيرهم، للحديث عن جهود العلماء في خدمة الكتاب وحفظ العلم، وتكوين الطلبة وآمالهم، وكذلك البرامج المستقبلية.
- شرح المرشد المعين على الضروري من علوم الدين : حلقات أسبوعية، يشرح من خلالها الشيخ محمد العوني الزاوية، متن ابن عاشر المسمى بالمرشد المعين على الضروري من علوم الدين.
- من وحي القلم : برنامج أدبي، يتناول المؤلفات الأدبية من روايات وقصص، ، تحليلا وقراءة واستقراء.
- في رحاب الإيمان : برنامج ديني تربوي يعالج مواضيع الأخلاق والسلوك التي يجب أن يتصف بها المسلم في حياته، يقدمه الأستاذ لحسن السكنفل.
- جذور وأغضان : يقدمه الباحث الدكتور خالد الصمدي، ويهتم البرنامج بمعالجة القضايا التربوية من وجهة نظر إسلامية في ضوء المتغيرات المعاصرة، بحثا عن إجابات للإشكالات التربوية المعاصرة.
- النور الخالد : تقدمه جميلة لرماش ؛ ويسعى البرنامج لتعريف الناس بالرسول الكريم صلى الله عليه وسلم، من خلال عرض أحداث ووقائع سيرته العطرة بأسلوب مبسط. كما يبرز الجوانب الإنسانية للرسول الكريم ر الذي أعطى القدوة لباقي المسلمين، إضافة إلى إبراز المعرفة التي تورث القرب منه صلى الله عليه وسلم وتورث محبته التي ينبغي أن تملأ قلب كل مؤمن بعد الله عز وجل.
- في مكتبة عالم : يقوم فريق البرنامج بالتنقل بين مختلف أرجاء المملكة المغربية، للوقوف على ما تزخر به خزانات العلماء من كتب قيمة في شتى مناحي الفكر والمعرفة. تتنوع الكتب بين ما هو مخطوط وما هو مطبوع، بما في ذلك كتب الطباعة الحجرية الشبيهة بالمخطوط، فضلا على المطبوعات الحديثة والإصدارات المتنوعة من مجلات وجرائد ومنشورات وسائط الاتصال الإلكترونية والرقمية.
- مع الأسرة : تقدمه الاعلامية وفاء جبران وهو برنامج حواري يتناول قضايا الاسرة والمجتمع بمقاربات متنوعة ؛ اجتماعية وفقهية وقانونية ونفسية، ويستضيف لهذا الغرض متخصصين في كل مجال.

## استقبال القناة
تبث القناة على المستقبلات الأرضية TNT كما تبث عبر الأقمار الاصطناعية كما يلي :
- على قمر النايل سات : 11474 عمودي 27500
- على هوتبيرد : 12673 عمودي 27500

## أبرز شخصيات القناة
- الشيخ العالم مصطفى البيحياوي.
- الشيخ القارئ : عبد الرحيم نبولسي.
- الشيخ عبد الله بلمدني.
- الشيخ سعيد الكملي.
- الشيخ الدكتور مصطفى بنحمزة.
- الشيخ الحسن إذ سعيد.
- الأستاذ خالد الصمدي.
- الأستاذة جميلة الرماش.
- الأستاذة وفاء جبران.
- القارئ عبد المجيب بن كيران.

## وصلات خارجية
- snrt
- السادسة
- البث المباشر لقنوات وإذاعات الشركة الوطنية للإذاعة والتلفزة